# Код ЕКАТТЕ
Код ЕКАТТЕ (болг. Единен Класификатор на Административно-Териториалните и Териториалните Единици в република България) — цифровая последовательность, использующаяся для однозначной идентификации субъекта самоуправления в Болгарии.
Структура и содержание ЕКАТТЕ было утверждено решением № 497 Совета Министров республики Болгария в 1995 году. Классификатор был принят решением № 565 Совета Министров республики Болгария от 10 августа 1999 года. Классификатор заменил действовавший прежде ЕКНМ (болг. Единен Класификатор на Населените Места), созданный в 1972—1974 гг.
Код ЕКАТТЕ в зависимости от вида единицы состоит из нескольких уровней. Общий вид выглядит следующим образом:
- область: ХХХ
- община: ХХХ99
- кметство: ХХХ99-88
- район: 66666-77,

где:
- ХХХ идентификационный код области;
- 99 — номер общины в области;
- 88 — номер кметства в общине;
- 77 — номер района;
- 66666 — идентификационный код по ЕКАТТЕ населённого пункта.